# 1095
| Calendário gregoriano                                                        | 1095 MXCV                                             |
| Ab urbe condita                                                              | 1848                                                  |
| Calendário arménio                                                           | 544 – 545                                             |
| Calendário bahá'í                                                            | -749 – -748                                           |
| Calendário budista                                                           | 1639                                                  |
| Calendário chinês                                                            | 3791 – 3792 Início a 7 de fevereiro (aproximadamente) |
| Calendário copta                                                             | 811 – 812                                             |
| Calendário etíope                                                            | 1087 – 1088                                           |
| Calendários hindus - Vikram Samvat - Calendário nacional indiano - Cáli Iuga | 1150 – 1151 1016 – 1017 4195 – 4196                   |
| Calendário Holoceno                                                          | 11095                                                 |
| Calendário islâmico                                                          | 488 – 489                                             |
| Calendário judaico                                                           | 4855 – 4856                                           |
| Calendário persa                                                             | 473 – 474                                             |
| Calendário rúnico                                                            | 1345                                                  |
| Calendário solar tailandês                                                   | 1638                                                  |

1095 (MXCV, na numeração romana) foi um ano comum do século XI do calendário juliano, da Era de Cristo, e a sua letra dominical foi G (52 semanas), teve início numa segunda-feira e terminou também numa segunda-feira.
No território que viria a ser o reino de Portugal estava em vigor a Era de César que já contava 1133 anos.
| Ano completo                         |
| ------------------------------------ |
| Ano comum com início à segunda-feira |

## Eventos
- É refundado o Condado Portucalense em feudo do rei Afonso VI de Leão e oferecido a Henrique de Borgonha.
- Conquista de Lisboa pelos Almorávidas, com a derrota do conde Raimundo de Borgonha.
- Afonso VI de Leão e Castela concede foral a Santarém.
- No concílio de Clermont, o Papa Urbano II exorta os fiéis cristãos à libertação da Terra Santa dos seljúcidas.

## Nascimentos
- 22 de dezembro — Rogério II da Sicília  (m. 1154).
- Amadeu III de Saboia — sogro de D. Afonso Henriques, primeiro rei de Portugal  (m. 1148).
- Fernão Mendes, foi senhor de Chaves e tenente Bragança, Portugal  (m. 1160).
- Sancha Henriques — infanta de Portugal, m. 1163.
- Raimundo Geoffroi de Marselha — Senhor de Marselha, m. 1155.
- Azalais de Porcairagues — Senhora de Roquemartine e trovadora provençal  (m. 1209).
- Ulvilda da Suécia - Rainha Consorte da Suécia e Dinamarca como esposa de, primeiramente, Ingo II da Suécia, depois, Nicolau I da Dinamarca e por último foi casada com Suérquero I da Suécia (m. 1148).

## Mortes
- Fevereiro — Henrique III, conde de Lovaina.
- Almutâmide — rei-poeta abádida de Sevilha, deposto em 1090 pelo almorávida Iúçufe ibne Taxufine  (n. 1040).
- Abedalá ibne Bologuine — quarto e último emir zírida da taifa de Granada entre 1073 e 1090  (n. 1056).